# الحرية الدينية في كرواتيا
يدعم الدستور الحرية الدينية في كرواتيا، وتحترم الحكومة بشكل عام حقوق هذه الممارسات.

## التركيبة السكانية دينيًا
الغالبية العظمى من سكان كرواتيا هم من الرومان الكاثوليك. وأبرز الطوائف المسيحية الأخرى هي الصربية الأرثوذوكسية، وهناك ما يقارب 1% من المسلمين، وجميع ما تبقى أقل من 1%. يُسجل حوالي 5% من السكان أنفسهم على أنهم لادينيين (ملحدين، غير مُعلنين ولاأدريين...إلخ).
ترتبط الإحصاءات المتعلقة بالانتماء الديني بشكل وثيق بالتركيبة العرقية للبلد. يعيش الصرب الأرثوذكس –بالدرجة الأولى الذين هم من أصل صربي وينتمون إلى الكنيسة الصربية الأرثوذكسية- بشكل أساسي في المدن والمناطق المتاخمة للبوسنة والهرسك وصربيا.
يمارس البروتستانت من عدد من الطوائف ورجال الدين الأجانب دينهم ويبشرون به كما يفعل ممثلي المجموعات الدينية الآسيوية. هناك مجموعة متنوعة من المُبشرين.

## درجة الحرية الدينية

### إطار العمل السياسي والقانوني
يدعم الدستور حق حرية الدين وحرية التصريح العام عن العقيدة الدينية، وتحترم الحكومة بشكل عام حرية هذه الممارسات.
لا يوجد دين رسمي للدولة، لكن الكنيسة الكاثوليكية الرومانية تتلقى دعمًا ماليًا من الدولة وميزات أخرى أُقرت باتفاقية بين الحكومة والفاتيكان. تنص الاتفاقيات والمعاهدات الحكومية الأخرى مع المجتمعات الدينية غير الكاثوليكية على تمويل الدولة لبعض الرواتب والمعاشات التقاعدية للمسؤولين الدينيين من خلال صناديق التقاعد والصحة التي تديرها الحكومة. يُعترف رسميًا بعقود الزواج المبرمة في المجتمعات الدينية وفق اتفاقيات مع الدولة، مع إلغاء الحاجة إلى تسجيلها في مكتب السجل المدني. تنظم هذه الاتفاقيات أيضًا التعليم المسيحي في المدارس العامة والقساوسة العسكريين.
تمشيًا مع الاتفاقيات الموقعة مع الكنيسة الرومانية الكاثوليكية وفي محاولة لزيادة توضيح حقوقهم وصلاحياتهم في إطار العمل القانوني، وقعت الحكومة اتفاقيات إضافية مع الأربع عشرة جماعة دينية التالية:
الكنيسة الصربية الأرثوذوكسية والمجتمع الإسلامي في كرواتيا عام 2002، والكنيسة الإنجيلية، والكنيسة المسيحية المُصلحة، والكنيسة الخمسينية، واتحاد الكنائس الخمسينية للسيد المسيح، والكنيسة السبتية المسيحية، واتحاد الكنائس المعمدانية، وكنيسة الرب، وكنيسة المسيح، والحركة الإصلاحية في اليوم السابع للسبتيين، والكنيسة البلغارية الأرثوذوكسية، والكنيسة المقدونية الأرثوذوكسية، والكنيسة الكاثوليكية الكرواتية القديمة في عام 2003.
سعى كل من الجالية اليهودية في زغرب«منظمة زيد أو زيد» وجماعة «بيت إسرائيل» المُشكّلة حديثًا إلى إبرام اتفاق مشابه مع الدولة، وكانت المفاوضات جارية بين الحكومة وهاتين الجماعتين. وكانت رفضت منظمة «زيد أو زيد» في وقت سابق عرض اتفاق مُقترح بسبب عدم إحراز أي تقدم باستعادة الممتلكات. أدى خلاف قانوني مستمر بين الجماعتين إلى تأخير توقيع الاتفاقية التي اقترحتها الحكومة في ديسمبر عام 2006. نشأ النزاع بعد تسجيل تجمع بيت إسرائيل في عام 2006، التي تركت منظمة زيد أو زيد في عام 2005. طعنت منظمة زيد أو زيد قرار الحكومة بتسجيل جماعة بيت إسرائيل كمجموعة دينية على خلفية أنها لا تحقق المتطلبات القانونية الضرورية ورفعت دعوى لإلغاء التسجيل. رفعت بيت إسرائيل قضية رد اعتبار، لتنافس مؤهلات زيد أو زيد باعتبارها منظمة دينية. في نهاية الفترة التي يغطيها هذا التقرير كانت كلتا القضيتين قيد النظر في محكمة زغرب البلدية. 
قضية ديسمبر لعام 2005 التي تحدت فيها ثلاث جماعات دينية –كنيسة الإنجيل الكامل وتحالف كنائس«كلمة الحياة» والكنيسة المسيحية الإصلاحية البروتستانتية- رفض الحكومة لتضمين اتفاقيات تزودهم بميزات مشابهة للاتفاقيات مع الروم الكاثوليك والصرب الأرثوذكس والمسلمين ومجتمعات أخرى بقيت قيد النظر في المحكمة الدستورية في نهاية الفترة التي يغطيها هذا التقرير.
يحدد القانون المناصب القانونية للمجتمعات الدنيية ويغطي هذه الأمور مثل التمويل الحكومي والتعليم الديني في المدارس. تُترك بعض القضايا الأخرى المهمة مثل معاشات رجال الدين والخدمة الدينية في الجيش والسجون التأديبية والشرطة والاعتراف بالزواج الديني إلى كل مجتمع ديني لوحده للتفاوض بشكل منفصل مع الحكومة.
تسجيل الجماعات الدينية ليس إلزاميًا، لكن تُمنح الجماعات المُسجلة حالة «الشخص القانوني» وتتمتع بمزايا ضريبية ومزايا أخرى.
يشترط القانون أنه لتكون المجموعات الدينية مرشحة للتسجيل يجب أن تمتلك على الأقل 500 شخص مؤمن بها وسُجلت بأنها جمعية منذ خمس سنوات. كل المجموعات الدينية التي سُجلت قبل إقرار هذا القانون في عام 2003 كانت مُسجلة بدون شروط، أما الجماعات الدينية الجديدة في البلاد منذ إقرار القانون يجب أن تحقق متطلبات العدد الأدنى من المؤمنين والوقت الي سجلت فيه على أنها جمعية. في نهاية الفترة التي يغطيها هذا التقرير، سُجلت 42 جماعة دينية وتقدمت 13 للتسجيل. يجب على الجماعات الدينية الموجودة في الخارج تقديم أذونات كتابية للتسجيل من بلدهم الأصلي. لا يوجد ترخيص محدد مطلوب للمبشرين الأجانب.
يُنظم رد جميع الممتلكات المؤممة والمُصادرة وفق قانون عام 1996 الخاص باسترداد الممتلكات المُصادرة خلال الحكم الشيوعي اليوغسلافي، بصيغته المعدلة في عام 2002. اعتبارًا من منتصف عام 2007، يحق فقط للأشخاص الذين حصلوا على الجنسية بحلول شهر أكتوبر عام 1966 أن يرفعوا دعاوي بموجب القانون. فيما يتعلق بالفترة الزمنية التي يغطيها القانون، ذكر المسؤولون الحكوميون أن قرار المحكمة الدستورية يقضي بالسماح بالنظر في المطالبات المتعلقة بالمصادرات خلال فترة الحرب العالمية الثانية التي كانت مُستبعدة بموجب أحكام القانون. لا يُسمح لغير المواطنين –بما فيهم الذين سافروا خارج البلاد وخسروا جنسيتهم- رفع دعاوي بموجب القانون واللوائح ذات الصلة. في نهاية الفترة التي يغطيها هذا التقرير كان هناك محاولة لتعديل التشريعات لم يتم الموافقة عليها.

### القيود على الحرية الدينية
ساهمت سياسة الحكومة وممارساتها في الممارسة الحرة عمومًا للدين. لم تفرض الحكومة أي قيود رسمية على المجموعات الدينية، وتمتلك جميع المجتمعات الدينية حرية تقديم الخدمات العامة وفتح وتشغيل المؤسسات الاجتماعية والخيرية.
ذكر مسؤولون في كنيسة الصرب الأرثوذكس أنه كان لديهم إمكانية الوصول إلى المشافي والسجون لتأمين العناية الرعوية لكنهم اشتكوا من مواجهتهم صعوبات في تقييم مستوى الحاجة للرعاية الدينية الأرثوذكسية الصربية في كل من بنية الشرطة وبنية الجيش. في شهر آبريل عام 2007 عرضت وزارة الدفاع على الكنيسة الصربية الأرثوذوكسية عقدًا بتعيين قس أرثوذكسي صربي مخصص للجيش، وكان هناك رد مُعلق –مُنتظر- من وزارة الداخلية في نهاية الفترة التي يشملها التقرير.
بقي تسهيل عودة اللاجئين -بشكل رئيسي الذين من أصل صربي-تحديًا بالنسبة للحكومة، التي أحرزت تقدمًا في عدد من المجالات المرتبطة بالعودة. لكن بعض الصرب الذين كانوا يرغبون بالعودة إلى البلاد -بمن فيهم رجال الدين الصرب الأرثوذكسيون- لا يزالون يواجهون صعوبات أو تأخير في حل مختلف المسائل الإدارية.